# 千葉県安房西高等学校
千葉県安房西高等学校（ちばけんあわにしこうとうがっこう）は千葉県館山市北条にある私立高等学校。通称は「安房西」（あわにし）。
関東の私立高校で唯一、正式名称に「○○県」が入る（残りは全て福島県・静岡県・岡山県・広島県・山口県・香川県）。

## 沿革
- 1905年3月30日 - 北条町六軒町に安房女子裁縫伝習所として創立。
- 1937年3月31日 - 千葉県安房高等家政女学校に改組。
- 1944年3月31日 - 安房女子商業学校に改組。千葉県安房女子商業学校と改名。
- 1956年4月1日 - 千葉県安房女子高等学校と改名。
- 1981年4月1日 - 千葉県安房西高等学校と改名し、男女共学となる。
- 1993年4月1日 - 男女共学の完全普通科高校となる。